# Löhndorf
Löhndorf ist ein Ortsbezirk von Sinzig im rheinland-pfälzischen Landkreis Ahrweiler. Zu Löhndorf gehören die Wohnplätze Gerhardshof, Haus Ahlenforst, Ilkenhof, Lindenhof und Schloß Vehn.

## Allgemeines
Löhndorf verfügt über eine gute Infrastruktur. Mittelständisches Gewerbe sowie Landwirtschaft sind vorhanden. Reiterhöfe und Ferienwohnungen runden das Bild ab. Verkehrstechnisch ist Löhndorf an die Autobahn A 61 angebunden und in der Nähe der Rheinschiene gelegen. Eine Buslinie des öffentlichen Nahverkehrs stellt die Verbindung zu Sinzig und Bad Neuenahr-Ahrweiler her.

## Besonderheiten

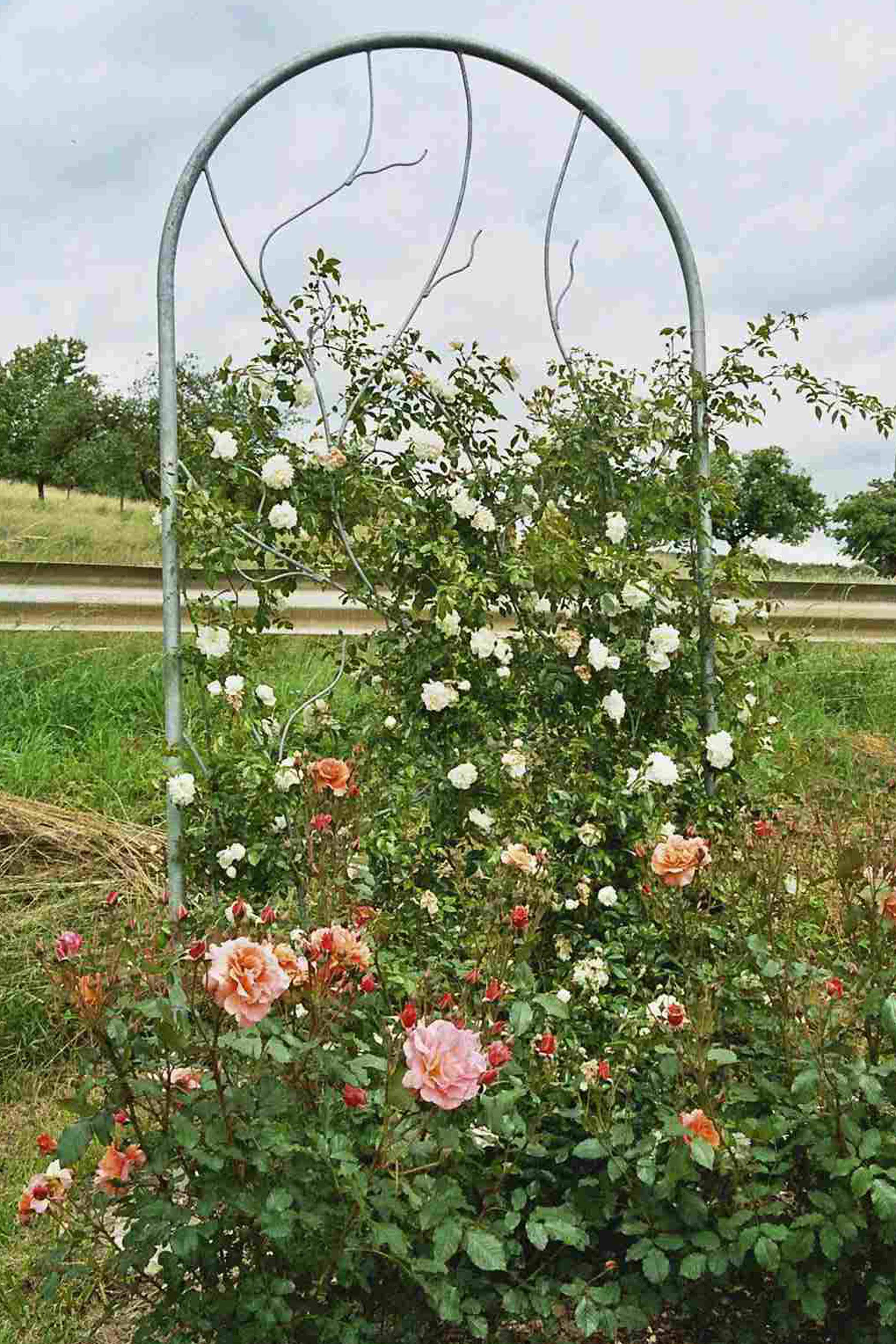
Rosendorf Löhndorf

Der Wettbewerb „Unser Dorf soll schöner werden“, wurde 1997 gewonnen. Seit 2004 ist Löhndorf in der Gruppe der Rosendörfer vertreten.
Die Arbeiten von Künstlern, die mit Papier, Holz, Farbe, Glas und Stein umgehen, prägen das Ortsbild mit.

## Geschichte
Eine Grabstelle aus dem 3. Jahrhundert deutet auf einen Weiler oder eine Villa rustica im Gebiet des heutigen Löhndorf hin. Trotz des im Umfeld liegenden Limes hat während der römischen Zeit wohl keine ununterbrochene Besiedlung stattgefunden. Ein im vorigen Jahrhundert entdecktes fränkisches Grab weist auf einen Siedlungsbeginn im 6. Jahrhundert hin.
Das unweit des Dorfes gelegene Gut Vehn wird mit Kirche, Äckern, Weinbergen und Wäldern erstmals 1019 erwähnt, während Löhndorf erst 1227 als Lündorp in Urkunden erscheint.
Die im Urkataster ausgewiesenen Flurnamen Auf Gruben Holl oder In der obersten Grube und ähnliche Bezeichnungen sind ein Indiz für den Erzabbau in diesem Gebiet, der auch von Theophile Calmelet im Rheinischen Antiquarius im Zusammenhang mit Löhndorf erwähnt wird. 1729 wird in einer Kurfürstlichen Abrechnung der Gewinn des Bergwerks Lehnendahl, das im Löhndorfer Gebiet lag, aufgeschlüsselt. Das Eisensteinbergwerk Henriette, das auch zu Löhndorf gehörte, wurde 1819 konzessioniert.
Am 7. Juni 1969 wurde die Gemeinde Löhndorf im Rahmen der Gebietsreform in die Stadt Sinzig eingegliedert. Im selben Jahr wurde der Löhndorfer Darlehnskassenverein aufgelöst.

## Pfarrei

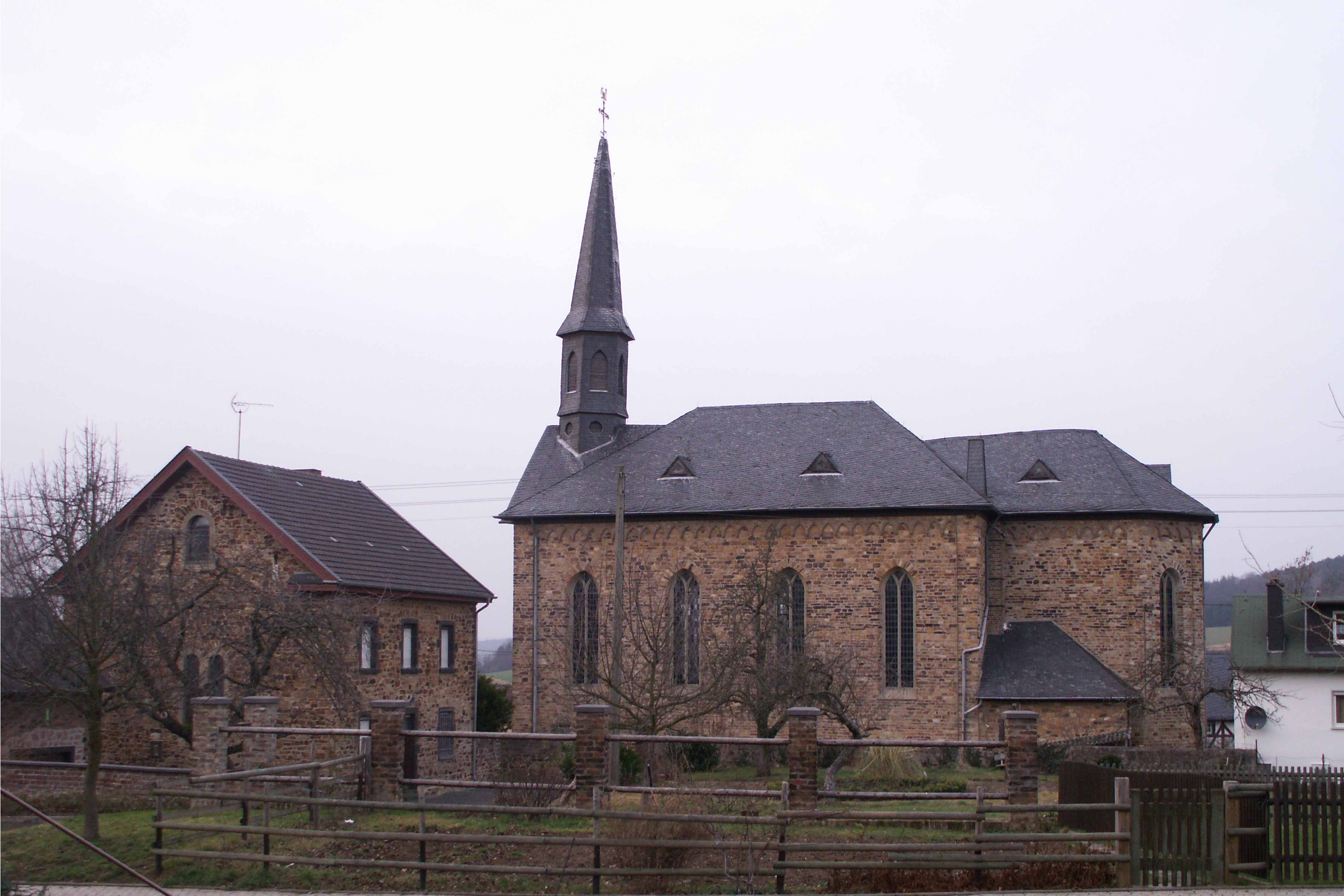
Kirche mit Pfarrhaus

Die Pfarrei entstand aus dem Rittersitz Vehn. Im 16. Jahrhundert bestand Löhndorf nur aus vier Höfen und wurde geistlich von dem Vehner Pastor betreut. 1684 wird die Löhndorfer Kirche Filialkirche der Mutterkirche Vehn genannt. Danach besteht nur noch die Kirche in Löhndorf während die von Vehn verfällt. Seit 1981 gehört die Pfarrei zum Pfarrverband Remagen. Das im Jahre 1852 erbaute Pfarrhaus ermöglicht ein reges kulturelles Gemeindeleben.

## Kirche
Einer ersten Kapelle von 1266 folgte eine weitere, die 1668 St. Georg geweiht und 1743 konsekriert wurde. 1820 fanden Gottesdienste im Beinhaus auf dem Friedhof statt.
Ab 1826 durchgeführte Kollekten machten im Jahr 1829 die Grundsteinlegung für eine neue Kirche möglich. Das neue Gotteshaus wurde nach der Fertigstellung 1833 eingesegnet und im Jahre 1834 konsekriert.
Das Kirchengebäude ist aus örtlichem Bruchstein erbaut, der Innenraum ist verputzt und die Außenfassade verfugt. Das Gebäude wurde 1938 gründlich aufgearbeitet und verschönert. Von 2011 bis 2014 wurde das Kirchendach saniert.
Der Friedhof, zunächst um die Kirche angeordnet, wurde 1858 am damaligen östlichen Ortsrand neu angelegt.

## Schule

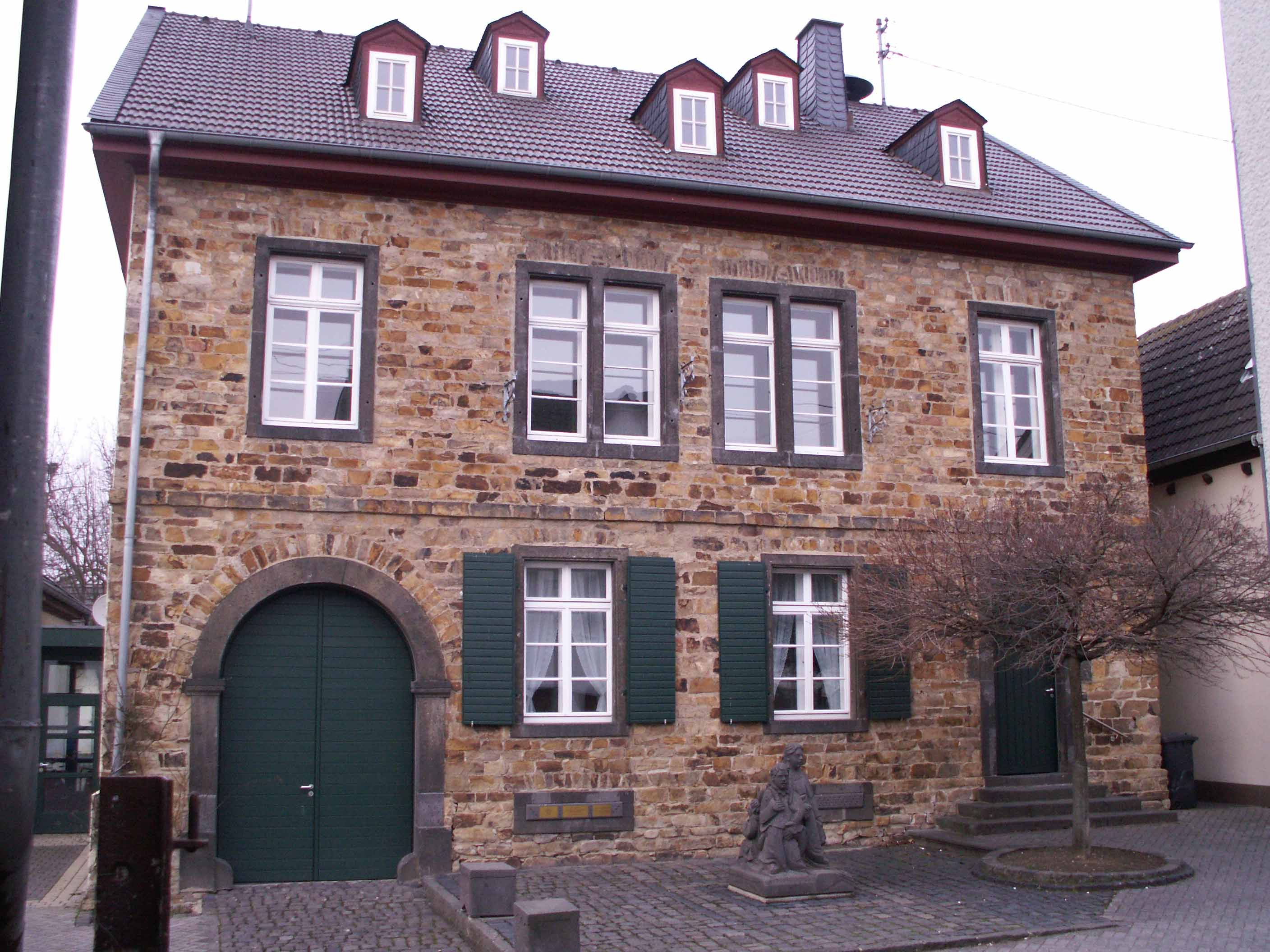
Ehemalige Volksschule

Die Unterrichtung der Löhndorfer Kinder ist seit 1696 nachgewiesen. Seit 1970 werden die Grundschüler in der Nachbargemeinde Westum und nach der Grundschule in den umliegenden Städten unterrichtet.
Das erste Schulgebäude, ein Fachwerkhaus, wurde laut Inschrift im Türsturz 1763 erbaut. Im Jahre 1971 übernahm das Rheinische Freilichtmuseum in Kommern das Gebäude und errichtete es gemeinsam mit dem integrierten Backes auf ihrem Museumsgelände. Die ehemalige Volksschule, Baujahr 1844, wurde zum Dorfgemeinschaftshaus umgebaut und steht den verschiedenen Vereinen und Bürgern zur Verfügung.

## Politik

### Ortsbezirk
Löhndorf ist einer von sechs Ortsbezirken der Stadt Sinzig und umfasst das Gebiet der ehemals selbstständigen Gemeinde. Der Stadtteil wird von einem Ortsbeirat sowie einem Ortsvorsteher politisch vertreten.

### Ortsbeirat
Der Ortsbeirat besteht aus sieben Mitgliedern, die bei der Kommunalwahl am 9. Juni 2024 in einer personalisierten Verhältniswahl gewählt wurden, und dem ehrenamtlichen Ortsvorsteher als Vorsitzendem.
Die Sitzverteilung im Ortsbeirat:
| Wahl | SPD | CDU | FWG | Gesamt  |
| ---- | --- | --- | --- | ------- |
| 2024 | –   | 3   | 4   | 7 Sitze |
| 2019 | –   | 3   | 4   | 7 Sitze |
| 2014 | –   | 3   | 4   | 7 Sitze |
| 2009 | 1   | 2   | 4   | 7 Sitze |

- FWG = Freie Wähler – Bürgerliste Sinzig e. V.

### Ortsvorsteher
Volker Holy (CDU) wurde 2017 Ortsvorsteher von Löhndorf. Bei der Direktwahl am 26. Mai 2019 wurde er mit einem Stimmenanteil von 82,77 % und am 9. Juni 2024 als einziger Bewerber mit 81,3 % jeweils für weitere fünf Jahre in seinem Amt als Ortsvorsteher bestätigt.
Holys Vorgänger waren Michael Kappl (CDU), der 2017 aus beruflichen Gründen das Amt niederlegte, und Friedhelm Münch.